# Mayo-Tsanagarivier

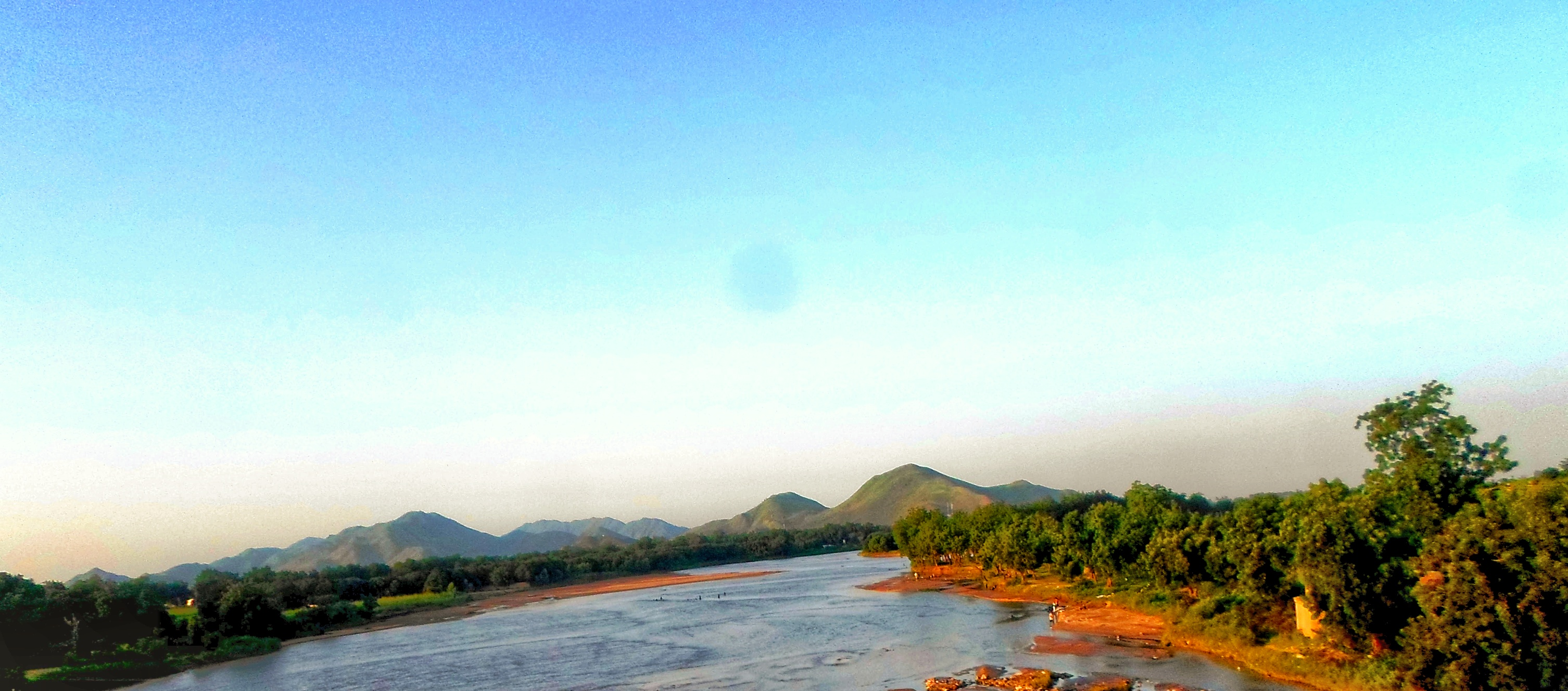
Brug bij Makabay

De  Mayo-Tsanagarivier is een rivier in Kameroen die tot het Tsjaadmeer-bekken behoort. Het is een Sahelrivier met een verval van 53 meter per kilometer. De rivier transporteert jaarlijks 3,4 ton rollend en stuiterend materiaal en 7,13 ton sediment in suspensie.